# Assemblée générale de l'Union astronomique internationale de 1967
13e assemblée générale de l'Union astronomique internationale
La 13e assemblée générale de l'Union astronomique internationale s'est tenue en août 1967 à Prague, en Tchécoslovaquie.